# Chèvremont
Chèvremont là một làng và xã tại tỉnh Territoire de Belfort, vùng Franche-Comté, đông bắc Pháp.

## Thông tin nhân khẩu
Theo điều tra nhân khẩu năm 1999, xã này có dân số 1.220.
The estimation for 2004 was 1.269.